# ۲۴ (مجموعه تلویزیونی)
۲۴ (به انگلیسی: 24 یا Twenty Four) نام مجموعه‌ای تلویزیونی محصول شبکهٔ تلویزیونی فاکس آمریکا است که سازندگان آن جول سارنو و رابرت کاکرین می‌باشند. پخش این سریال در ۶ نوامبر ۲۰۰۱ آغاز شد و در ۲۴ مه ۲۰۱۰ در هشت فصل به پایان رسید. در بین فصل ششم و هفتم این سریال، یک فیلم تلویزیونی به نام ۲۴: رستگاری نیز به نمایش درآمد. در تاریخ ۱۳ مه ۲۰۱۳ شبکهٔ تلویزیونی فاکس رسماً اعلام کرد که فصل نهم سریال ۲۴ با ۱۲ قسمت جدید و با نام ۲۴: یک روز دیگر زنده بمان، در مه ۲۰۱۴ به تلویزیون برخواهد گشت. این قسمت‌ها از ۵ مهٔ تا ۱۴ ژوئیه ۲۰۱۴ از شبکهٔ فاکس پخش شد. سریال ۲۴: میراث که اسپین‌آفی از همین سریال است، از ۵ فوریه ۲۰۱۷ شروع به پخش شد و در ۱۷ آوریل به پایان رسید.
داستان این سریال مربوط به شخصیتی به نام جک باور است که در سی‌تی‌یو یا واحد ضد تروریستی، کار می‌کند. او مأموری ماهر و باتجربه‌است و هر روز (هر فصل)، تلاش او برای متوقف کردن یک رشته حملات تروریستی از جمله سوءقصد به جان رئیس‌جمهور، حملات هسته‌ای، بیولوژیکی و شیمیایی، حملات مجازی و خنثی کردن توطئه‌های شرکت‌های بزرگ و شناختن عوامل فساد در دولت نشان داده می‌شود. هر فصل این سریال، ۲۴ قسمت دارد که از لحاظ داستانی بیست‌وچهار ساعت یک روز را شامل می‌شود و مدت هر قسمت حدوداً چهل دقیقه است که با ترکیب پیام‌های بازرگانی دقیقاً یک ساعت می‌شود.
این سریال به علت نشان دادن صحنه‌های متعدد شکنجه و استفاده از شخصیت‌های مسلمان به عنوان تروریست در نیمی از فصل‌ها، مورد انتقاد قرار گرفته‌است. با این حال در طول هشت فصل، بارها نامزد دریافت جوایز مختلف شده و برخی از آن‌ها از جمله جایزه امی بهترین سریال درام در سال ۲۰۰۶ و جایزه گلدن گلوب بهترین سریال درام در سال ۲۰۰۳ را دریافت کرده‌است. همچنین ۲۴، طولانی‌ترین سریال تلویزیونی درام به حساب می‌آید.

## خلاصهٔ داستان

### فصل ۱
فصل ۱ در ساعت ۱۲ نیمه‌شب آغاز می‌شود و در این روز قرار است تا انتخابات اولیه ریاست جمهوری در کالیفرنیا برگزار شود. در ابتدا کیم باور، فرزند جک، با مادرش تری به‌دلیل اینکه مادرش را عامل جدایی کوتاهی که در قبل داشته‌اند، می‌داند با او رابطه خوبی ندارد و طی این جریانات کیم برای خوشگذرانی با دوستان خود از خانه فرار می‌کند. مادرش که نگران اوست به‌دنبالش می‌روند اما تروریست‌ها برای سوء استفاده از جک تری، همسرش و کیم دخترش را گروگان می‌گیرند. پس از این، جک با زیرکی علاوه بر اینکه این تروریست‌های صربستانی را ناکام می‌گذارد، دختر و همسرش را نیز نجات می‌دهد. در این جریانات یکی از تروریست‌ها به تری تجاوز جنسی می‌کند، اما تری سعی می‌کند به کسی نگوید، اما پس از انتقال به بیمارستان مشخص می‌شود که او متحمل آزار جنسی شده‌است. تری باور (پس از نجات یافتن به‌دست همسرش) و منتقل شدن به بیمارستان متوجه می‌شود که باردار است. همچنین پس از این اتفاقات نظر کیم باور دربارهٔ مادرش تغییر می‌کند و سعی می‌کند احترامش را نگه دارد. همچنان تروریست‌ها قصد دارند تا دیوید پالمر، نامزد ریاست جمهوری را ترور کنند و جک مسئول محافظت از جان دیوید پالمر است. بعداً مشخص می‌شود که تروریست‌ها خانوادهٔ دریزن‌ها هستند که از دیوید پالمر و جک باور کینهٔ شخصی دارند. در پایان این فصل همسر جک باور، تری باور به‌دست عامل تروریست‌ها، نینا مایرز کشته می‌شود.

### فصل ۲
پس از جریانات فصل ۱، که اکنون ۱۸ ماه از آن گذشته‌است، جک باور پس از مرگ همسرش تری تصمیم به ترک شغل و کناره‌گیری از امور دولتی گرفته‌است، اما پرزیدنت دیوید پالمر که به جک اعتماد زیادی دارد از او در جریان مهار عوامل تروریست‌های عرب که سعی در منفجر کردن بمب اتمی در خاک ایالات متحده آمریکا (شهر لس آنجلس) را دارند کمک می‌خواهد. جک در ابتدا تن به این کار نمی‌دهد و تلفن‌های متعددی را بی‌پاسخ می‌گذارد اما با مشاهدهٔ درخواست دوستانه پرزیدنت پالمر تصمیم به کمک به دولت می‌گیرد. از سوی دیگر دختر جک، کیم، پدرش را مقصر مرگ مادرش می‌داند و به همین جهت تصمیم به زندگی مستقل گرفته‌است و برای دختر خانوادهٔ ثروتمندی پرستاری می‌کند. در اپیزودهای آغازی سی‌تی‌یو (واحد ضد تروریستی) به شخصی به نام رضا مشکوک است و به همین جهت مأمورش تونی آلمیدا را جهت بازجویی از رضا می‌فرستند. پس از تحقیقاتی طولانی عوامل اصلی شناخته می‌شوند و همچنین رضا در این جریانات کشته می‌شود ولی با هوشیاری جک بمب اتمی را از تروریست‌ها باز پس می‌گیرند، اما کیم پس از مشاهدهٔ رفتار بد پدر خانواده‌ای که در آن به پرستاری مشغول است تصمیم به نجات مگان (دختر آن خانواده) از دست پدرش می‌گیرد و اتفاقاتی برایش می‌افتد ولی در آخر با کمک یکی از دوستانش موفق به نجات خود و مگان از دست سرپرست خشن (بیمار روانی) آن خانواده می‌شود، اما در سوی دیگر دولت آمریکا با توجه به مدرکی جعلی تصور می‌کند، که سه کشور در منطقهٔ خاورمیانه در این کار دست داشتند و تروریست‌ها را پوشش می‌دادند و درصدد حملهٔ سریع نظامی به آن کشورها می‌آید. جک که این مسئله برایش عجیب است به تحقیق دربارهٔ این موضوع می‌پردازد و پس از عملیات‌هایی خطرناک و با کمک شخصی عرب از طرف دولت‌های نام‌برده شده به نام یوسف موفق به کسب مدرک معتبر می‌شود و عاملان را شناسایی می‌کند و مدارک را به دیوید پالمر که زیر فشار کابینه‌اش است تحویل می‌دهد و دولت آمریکا از حملهٔ نظامی به کشورهای یادشده صرف نظر می‌کند. در پایان این فصل مایک نویک رئیس دفتر ریاست جمهوری دیوید پالمر به دلیل خیانت به رئیس‌جمهور از کارش برکنار می‌شود. همچنین در این فصل جورج میسون رئیس واحد سی‌تی‌یو جانش را برای حفاظت از مردم آمریکایی فدا می‌کند.

### فصل ۳
در آغاز این فصل، ۳ سال از حوادث فصل دوم گذشته‌است. جک به‌عنوان مدیر سی‌تی‌یو انتخاب شده‌است. او در جریان عملیاتی از پیش به مواد مخدر اعتیاد پیدا کرده‌است، ولی در تلاش است تا مواد را ترک کند. همچنین برای حفاظت از دخترش کیم، او را برای کارکردن در بخش کامپیوتر به سی‌تی‌یو آورده‌است. در ابتدا جک و همکارش چیس ادمونز برای بازجویی از شخصی در زندان به نام رامن سالازار می‌روند. جک پس از عملیاتی او را فراری می‌دهد و همگان از این موضوع تعجب می‌کنند اما پس از مدتی مشخص می‌شود که این یک عملیات مخفی برای دستگیری برخی عوامل تروریست است؛ همچنین برای به دست آوردن ویروس خطرناکی است که به‌دست برخی عوامل قاچاق دارو قرار است به آمریکا برده شود. در اوایل فصل کلوئی ابرایان در ادارهٔ سی‌تی‌یو کودکی را با خود به همراه دارد و مشخص می‌شود که آن کودک فرزند چیس ادمونز است و از آنجا که کیم باور با چیس رابطه داشته از این مسئله تعجب می‌کند. در سوی دیگر تونی آلمیدا در عملیاتی به‌دست تروریست‌ها زخمی شده‌است و جک در مکزیک است و مسئولیت مدیریت سی‌تی‌یو به دوش میشل دسلر می‌افتد. پس از اینکه این جریان (عملیات مکزیک) به گوش رئیس‌جمهور دیوید پالمر می‌رسد به شدت از این پنهان‌کاری ناراحت می‌شود. او که در حال رقابت برای پیروزی در دورهٔ دوم انتخابات ریاست جمهوریش است و درگیر مسائلی از جمله جریان ارتباط داشتن برادرش وین پالمر با همسر یکی از مسئولان پرنفوذ دولتی و مقابله با تروریست‌ها است که در مواردی مجبور به تسلیم در برابر برخی خواسته‌های تروریست‌ها (از جمله تحویل دادن رایان شاپل مسئول ارشد تشکیلات ضدتروریستی به آنان) می‌شود. در اوایل فصل جک در مکزیک موفق به کسب ویروس می‌شود. اما بعد از مدتی متوجه می‌شود که ویروس تقلبی است. او همچنین نینا مایرز را که در گروه‌های خطرناک خلافکار است دستگیر می‌کند و به سی‌تی‌یو منتقل می‌کند. نینا درصدد فرار برمی‌آید ولی جک او را در هنگام فرار می‌کشد که برای خیلی‌ها سوءتفاهم می‌شود که آن مسئله‌ای شخصی بوده‌است. پس از ساعت‌ها عملیات جک موفق به دستگیری تروریست‌ها می‌شود. اما در سویی باقی‌ماندگان تروریست‌ها با مقدار کمی از ویروسی که برایشان باقی‌مانده می‌خواهند به اهدافشان برسند. آنان میشل دسلر را گروگان می‌گیرند و همسرش تونی آلمیدا را تهدید می‌کنند و تونی در برابر خواسته‌هایشان تسلیم می‌شود که به همین جهت در پایان تونی به‌عنوان خائن به کشورش شناخته می‌شود که با تلاش‌های رئیس‌جمهور پالمر و جک باور از زندان آزاد می‌شود و در نهایت میشل نجات پیدا می‌کند و جک نیز موفق به ترک مواد مخدر می‌شود، اما پرزیدنت پالمر به‌دلایلی از شرکت در دور دوم انتخابات ریاست جمهوری کناره‌گیری می‌کند.

### فصل ۴
از جریانات فصل سوم، ۱ سال و نیم گذشته‌است، جک باور در وزارت دفاع ایالات متحده آمریکا برای وزیر دفاع آمریکا، جیمز هلر کار می‌کند. او همچنین با دختر وزیر دفاع آدری رینز رابطه دارد، در اپیزود اول جیمز هلر به دیدار پسر کوچکترش می‌رود که با حملهٔ تروریست‌های ترک که از آمریکا و مردم آمریکایی متنفرند روبه‌رو می‌شوند، جیمز هلر و دخترش ربوده می‌شوند و جک درصدد نجات آنان برمی‌آید و پس از عملیاتی سخت موفق می‌شود، از سوی دیگر خانواده‌ای سه‌نفره متشکل از ناوی، دینا و بهروز آراز به حبیب مروان (تروریست اصلی) کمک می‌کنند و در پوشش یک خانواده قانونمند برخی اعمالی را که مشکل است انجام می‌دهند. شهره آغداشلو، بازیگر ایرانی، نقش همسر ناوی آراز را بازی می‌کند. اولین هدف تروریست‌ها پرزیدنت جان کیلر، رئیس‌جمهور ایالات متحده آمریکا است که موفق به حمله به هواپیمای رئیس‌جمهور با هواپیمای رادارگریزی که از خود ارتش آمریکا دزدیده بودند، می‌شوند، رئیس‌جمهور زخمی می‌شود و بیشتر افراد درون هواپیما کشته می‌شوند، اما این پایان کار نیست آنان نقشه‌های دیگری نیز دارند که بیشترشان با عملیات‌هایی که مأمور ویژهٔ فدرال جک باور و واحد ضد تروریستی (سی‌تی‌یو) انجام می‌دهند، متوقف و خنثی می‌شود. آخرین نقشهٔ حبیب مروان انفجار یک بمب اتمی در خاک آمریکاست. هدف او به‌طور دقیق مشخص نیست که می‌خواهد کدام شهر یا ایالت را مورد هدف قرار دهد و به همین جهت جک وارد جریان می‌شود و در آخر با تحت فشار گذاشتن مروان متوجه هدف که شهر لس آنجلس است می‌شود و خطر با شلیک هواپیمایی به موشک دارای کلاهک هسته‌ای رفع می‌شود، اما در این جریانات جک برای پیدا کردن مروان مجبور می‌شود به سفارت جمهوری خلق چین برای بازجویی از شخصی چینی که از مکان مروان خبر دارد حمله کند، دولت چین خواستار تحویل سریع باور به چین است اما با تلاش رئیس‌جمهور سابق آمریکا، دیوید پالمر و همچنین دوستان جک موفق به جعل مرگ جک می‌شوند و جک زندگی جدیدی را شروع می‌کند.

### فصل ۵
در ابتدای فصل پنجم، ۱۸ ماه از جریانات فصل چهارم گذشته‌است، همگان تصور می‌کنند جک باور مرده‌است، یک گروه تروریستی رئیس‌جمهور سابق آمریکا، دیوید پالمر را ترور می‌کنند و درصدد این هستند تا این جریان را به گردن جک بیندازند و سعی دارند تمامی افرادی که از جعل مرگ جک خبر داشتند (تونی آلمیدا، میشل دسلر و کلوئی ابرایان) را به قتل برسانند، میشل به‌دست تروریست‌ها کشته می‌شود و تونی نیز به شدت زخمی می‌شود، اما کلوئی سریع عمل می‌کند و از چنگ تروریست‌ها فرار می‌کند و جک را از این جریان مطلع می‌کند و او برای کمک به کلوئی از محل جدید زندگی‌اش به لس آنجلس می‌آید، از سوی دیگر رئیس‌جمهور چارلز لوگان در حال بستن قراردادی با رئیس‌جمهور روسیه، یوری سواروف است ولی تروریست‌های روسی درصدد جلوگیری از ایجاد روابط صمیمانه با غرب و ترور رئیس‌جمهور سواروف هستند، از همین رو لوگان را به کشتن مردم آمریکایی تهدید می‌کنند و او تسلیم می‌شود اما با تلاش و فداکاری مأمور گارد ویژه، آرون پیرس حملات تروریستی شکست می‌خورد، جک نیز موفق به مهار حملهٔ دیگری در فرودگاه لس آنجلس می‌شود، سپس تونی به هوش می‌آید و پس از مطلع شدن از مرگ میشل بسیار ناراحت می‌شود و در جریان درگیری در مرکز پزشکی سی‌تی‌یو با هندرسون (مأمور سابق دولتی که گمان می‌رود با تروریست‌ها هم‌دست است) کشته می‌شود (که در فصل هفتم مشخص می‌شود، تونی زنده‌است) و هندرسون از مرکز فرار می‌کند. جک در جریان عملیاتی متوجه موضوعی شگفت‌انگیز که هم‌دستی رئیس‌جمهور چارلز لوگان با عوامل تروریستی است، می‌شود و پس از عملیات‌ خطرناکی با کمک کلوئی، مارتا لوگان و مایک نویک، موفق به دستگیری رئیس‌جمهور ایالات متحده آمریکا می‌شوند. همچنین او هندرسون را در پایان فصل می‌کشد ولی عوامل دولت چین که حواسشان به‌شدت به سوی جک باور بود از موضوع زنده‌بودن جک مطلع می‌شوند و به دلیل حملهٔ جک به کنسولگری چین (در اواخر فصل چهارم) او را دستگیر و به چین منتقل می‌کنند.

### فصل ۶
۲۰ ماه پس از پایان فصل ۵، فصل ششم در ساعت ۶ صبح و در شهر لس آنجلس آغاز می‌شود. تروریست‌هایی عرب که سردسته‌شان حمری الاسد است دولت آمریکا را همواره تهدید می‌کنند، اما در سویی دیگر شخصی به نام ابو فاید از رئیس‌جمهور ایالات متحده؛ وین پالمر خواستار معامله است و به او گفته که اگر دولت آمریکا، مأمور سابق سی‌تی‌یو، جک باور که در چین زندانی است را به آن‌ها تحویل دهد، در عوض مکان حمری الاسد را به آنان خواهد گفت، دولت آمریکا این کار را می‌کند و با مذاکره جک را از چین تحویل می‌گیرد و به آنان می‌دهد، جک در پیش تروریست‌هایی که از او کینه‌های زیادی داشتند، متوجه می‌شود که الاسد فقط وسیله‌ای برای فریب آمریکایی‌ها بوده‌است و تروریست‌های اصلی خود ابوفاید و عواملش هستند، او موفق به فرار از چنگ ابوفاید می‌شود و درصدد آگاه ساختن مسئولان آمریکایی می‌شود. اما آنان حرف‌های جک را باور نمی‌کنند و جک خود دست به کار می‌شود و الاسد را نجات می‌دهد و با او حملهٔ تروریستی مترو را خنثی می‌کند، اما جک بعد از مجبور شدن به کشتن همکارش کرتیس تصمیم به ترک شغلش را می‌گیرد. اما با انفجار بمب اتمی در لس‌آنجلس توسط تروریست‌ها که طی آن ۱۲٬۰۰۰ آمریکایی مقیم لس آنجلس کشته می‌شوند، او نظرش تغییر می‌کند و تصمیم به مقابله با آنان را می‌گیرد، پس از چندین عملیات خطرناک جک تروریست‌ها را که عمدتاً عرب و روسی هستند را دستگیر می‌کند و تراشهٔ مربوط به فناوری‌های نظامی روسیه را پس می‌گیرد، اما برخی چینی‌ها که آدری رینز را پس از فصل پنجم (که به دنبال جک تا چین رفته بود) گروگان گرفته بودند در عوض تراشهٔ تکنولوژی‌های روسیه حاضرند او را آزاد کنند و جک به جهت آزاد کردن آدری این کار را می‌کند و این خشم دولت روسیه را دربردارد و دولت روسیه تهدید می‌کند که اگر فناوری‌های نظامی روسیه لو بروند آنان ایالات متحده را مسئول می‌دانند و بین روسیه و آمریکا جنگ صورت خواهد گرفت، اما جک موفق به بازپس‌گیری تراشه می‌شود، ولی به دلایل شخصی تصمیم به ترک همیشه آدری می‌گیرد.

### ۲۴: رستگاری
۲۴: رستگاری نام فیلم دو ساعته‌ای است که بین فصل ششم و هفتم سریال ۲۴ پخش شد. جک ۴۴ ماه پس از اتفاقات فصل ششم به زندگی در کشور سانگالا و در کنار دوست قدیمی‌اش کارل بنتون روی آورده‌است. در همین زمان الیسون تیلور در انتخابات ریاست جمهوری به پیروزی رسیده‌است و در حال تحویل گرفتن دفتر خود در کاخ سفید است. جک نیز به علت اعمال شکنجه در انجام بازجویی‌هایش از طرف دولت آمریکا تحت پیگرد است. او و کارل در سانگالا مدرسه‌ای درست کرده‌اند و اعمال بشردوستانه انجام می‌دهند. سرهنگ دوباکو و جنرال جوما که درصدد کودتا هستند، در حال جمع‌آوری بچه‌های بی‌سرپرست هستند تا آن‌ها را به ارتش خود اضافه کنند. وظیفه جک در این فیلم حفظ جان کودکانی است که کارل برای نگهداری و آموزش آن‌ها زحمت کشیده‌است. دوباکو به دنبال این بچه‌ها است. کارل در این جریانات کشته می‌شود. در آخر جک مجبور می‌شود برای حفظ جان این بچه‌ها خودش را تحویل سفارت آمریکا بدهد.

### فصل ۷
پس از شش روز سخت در شهر لس‌آنجلس واقع در کالیفرنیا، این‌بار فصل ۷ در شهر واشینگتن دی‌سی و هم‌زمان است با محاکمهٔ جک باور و بقیهٔ اعضای واحد منحل‌شدهٔ سی‌تی‌یو، برخی عوامل تروریست آفریقایی سعی در ایجاد خلل در پروازهای هواپیماهای مسافربری آمریکایی و انجام عمل‌های تروریستی دارند، از این رو اف‌بی‌آی مأموری به نام رنه واکر را برای انتقال جک از دادگاه و استفاده از کمک او در جهت خنثی‌سازی حملات تروریستی می‌فرستد، پس از مدتی مشخص می‌شود که یکی از تروریست‌ها تونی آلمیدا، دوست جک و مأمور سابق سی‌تی‌یو است. جک موفق به دستگیری او می‌شود ولی پس از مدتی متوجه می‌شود که این اعمال تونی برای نفوذ در شبکهٔ تروریستی و شناسایی عوامل فاسد دولتی است و او را در فرار از اف‌بی‌آی یاری می‌کند، جک با کمک برخی دوستانش موفق به دستگیری یکی از تروریست‌ها به نام ایکه دوباکو می‌شود و از فرار او به سانگالا جلوگیری می‌کند، پس از مهار این اعمال تروریستی دولت آمریکا برای پایان دادن به نسل‌کشی مردم آفریقایی در سانگالا به این کشور حملهٔ نظامی می‌کند و ژنرال جوما فرمانده و رهبر سانگالا برای تلافی دست به حمله‌ای تروریستی می‌زند و کاخ سفید را هدف می‌گیرد و رئیس‌جمهور ایالات متحده آمریکا، الیسون تیلور را گروگان می‌گیرد که با فداکاری بیل بیوکانان این حمله شکست می‌خورد. اما مشکل دیگری در پیش روی آمریکا است و سران یک پایگاه نظامی خصوصی خواهان نفوذ بیشتر و بدست‌گیری اختیارات بیشتری در دولت آمریکا هستند و این مسئله را با تهدید پیش می‌برند، اما تونی آلمیدا که کینهٔ زیادی از این افراد دارد درگرفتن انتقام از آنها موفق عمل می‌کند، ولی جک باور به موقع می‌رسد و از کشته‌شدن این افراد به‌دست تونی جلوگیری می‌کند و آنان را تحویل قانون می‌دهد، در اواخر این فصل جک در طی عملیاتی به مواد سمی آلوده می‌شود که با انجام جراحی و به‌وسیلهٔ ژن فرزندش کیم درمان می‌شود.

### فصل ۸
۱۸ ماه پس از اتفاقات فصل ۷، فصل ۸ این سریال در نیویورک سیتی آغاز می‌شود. جک بازنشسته شده‌است و زندگی جدیدی را به همراه دخترش کیم و داماد و نوه‌اش تری آغاز کرده‌است. هم‌زمان رئیس‌جمهور کشور جمهوری اسلامی کامستان در خاک آمریکا در حال انجام مذاکرات صلح با آمریکاست و تروریست‌ها که عوامل داخلی و خائن دولت کامستان هستند می‌خواهند جلوی این صلح را با ترور پرزیدنت حسن بگیرند. در ابتدا آن‌ها موفق نمی‌شوند، ولی در ادامه با وارد کردن یک بمب هسته‌ای به آمریکا و تهدید به انفجار آن در نیویورک، خواهان تحویل دادن پرزیدنت حسن می‌شوند، دولت آمریکا با این پیشنهاد مخالفت می‌کند و خود را برای انفجار بمب هسته‌ای آماده می‌کند، ولی پرزیدنت حسن خودش را تحویل تروریست‌ها می‌دهد و آن‌ها نیز او را به قتل می‌رسانند. همچنین رنه واکر توسط عوامل روس کشته می‌شود و جک برای انتقام، به دنبال عاملان می‌رود. او متوجه می‌شود که پشت پرده همهٔ اتفاقات دولت روسیه و در رأس همهٔ آن‌ها رئیس‌جمهور روسیه، پرزیدنت سواروف است. روسیه مخالف امضای این عهدنامهٔ صلح است، به همین علت با کمک به تروریست‌ها، سعی داشته تا جلوی امضای این عهدنامه را بگیرد. جک تمام عاملان از جمله وزیر امور خارجه روسیه را می‌کشد. البته قصد دارد که پرزیدنت سواروف را هم بکشد که کلویی جلوی او را می‌گیرد. در انتها او تحت تعقیب است و مجبور می‌شود به خارج از کشور بگریزد.

### ۲۴: یک روز دیگر زنده بمان
چهار سال پس از حوادث فصل هشتم، جک باور همچنان یک فراری فدرال است و با کمک کلوئی ابرایان از دستگیر شدن می‌گریزد. با این اوصاف، در میان نگرانی فزاینده در استفاده بیش از حد از هواپیماهای بدون سرنشین در جنگ، رئیس‌جمهور جیمز هلر برای امضای قرارداد استفاده از آن‌ها سفری تاریخی به لندن می‌کند. پس از شنیدن خبر وقوع یک سوءقصد به جیمز هلر، جک باور در شهر توسط سیا دستگیر و با وعده عفو در برابر همکاری او در تحقیقات، به زور به خدمت گرفته می‌شود. او به عنوان یک نیروی داخلی کاخ سفید متوجه می‌شود که طرح ترور رئیس‌جمهور به قدری گسترده‌است که عواقب ناشی از موفقیت ترور، مسیر تاریخ را تغییر خواهد داد. با کمک یک مأمور فاسد سیا و یک هکر، اطلاعات را دسته‌بندی و باید مخفیانه با دشمن روبرو شود و انتقام شخصی، جهان را به سمت جنگ پیش می‌برد.

## تولید

### طرح

#### تقسیم صفحه نمایش

نمونه‌ای از تقسیم صفحه نمایش در سریال فصل هفتم، قسمت بیست‌وچهارم

این ایده، برای هم‌زمان نشان دادن دو شخصیت، هنگام تماس تلفنی بایکدیگر، شکل گرفت. همچنین به علت این که زمان سریال واقعی است و برای موازی‌سازی داستان و وقایع از تقسیم صفحه نمایش استفاده می‌شود.

#### نمایش ساعت
در این مجموعه، در بعد و قبل از قطع سریال به علت پخش پیام‌های بازرگانی، ساعت دیجیتالی نشان داده می‌شود تا بینندگان زمان را بدانند. در هنگام نمایش ساعت دیجیتال، چند ثانیه‌ای به جلو می‌رود و چند صدای بوق شنیده می‌شود. گاهی به علت مرگ یکی از شخصیت‌های اصلی سریال، این بوق زده نمی‌شود و ساعت به صورت صامت نمایش داده می‌شود.

#### زمان واقعی
این ایده را که اتفاقات سریال در زمان واقعی رخ بدهد، جول سارنو داد. زمان پخش هر قسمت از این سریال، با ترکیب پیام‌های بازرگانی، یک ساعت می‌شود. هر وقتی که پیام‌های بازرگانی پخش می‌شود، زمان سریال حدود ۴ دقیقه جلو می‌رود که در این زمان‌ها معمولاً اتفاقاتی که نشان دادن آن‌ها اهمیتی ندارد، می‌افتد. مانند پیمودن مسیری بین دو مکان.
در سریال ۲۴، از تصاویر آهسته استفاده نمی‌شود. به جز قسمت آخر فصل اول، در این سریال هرگز از گذشته‌نمایی استفاده نشده‌است.

### مکان‌های فیلم‌برداری

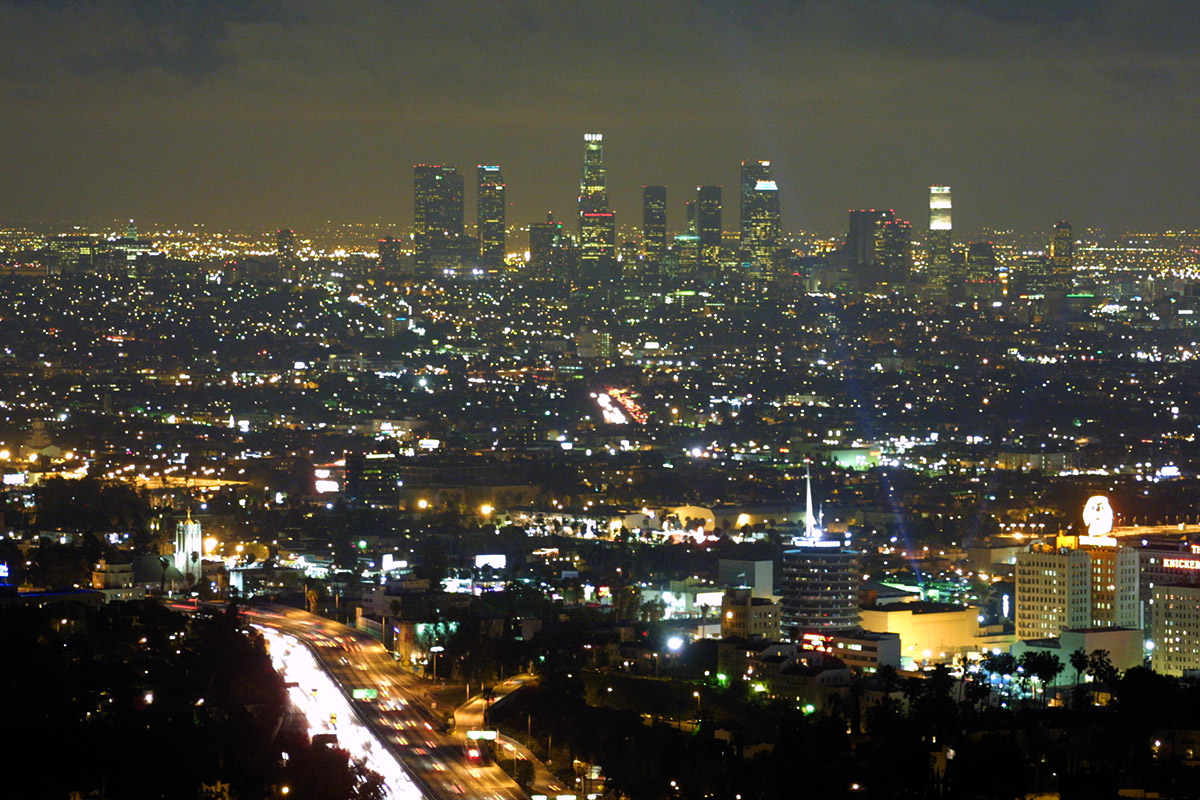
لس‌آنجلس در سال ۲۰۰۵

شش فصل اول این سریال در شهر لس‌آنجلس و مکان‌های نزدیک کالیفرنیا فیلم‌برداری شده‌است. فصل هفتم در واشینگتن دی‌سی و فصل هشتم در نیویورک سیتی فیلم‌برداری شده‌است. همچنین فیلم تلویزیونی رستگاری، در آفریقای جنوبی فیلم‌برداری شده‌است.

### فیلم سینمایی
سازندگان این سریال تصمیم گرفته بودند تا فیلم ۲ ساعته‌ای را در ادامهٔ فصل هشتم این سریال بسازند. قرار بود تا تصویربرداری این فیلم در اروپا انجام شود. در آوریل ۲۰۱۰ کیفر ساترلند در لندن اعلام کرد که فیلم‌نامه این فیلم به پایان رسیده و به محض برگشتن به آمریکا آن را خواهد خواند. در نوامبر ۲۰۱۰ اعلام شد فیلم‌نامه که توسط بیلی ری نوشته شده، در اختیار کمپانی فاکس قرار گرفته تا بررسی شود. در دسامبر ۲۰۱۰ هاوارد گوردون اعلام کرده که فیلم‌نامهٔ بیلی ری به دلیل قوی و قانع‌کننده نبودن توسط کمپانی فاکس رد شده‌است. گفته شد که تونی اسکات برای ساخت این فیلم ایدهٔ جدیدی دارد و قرار است آن را با کیفر ساترلند مطرح کند. در ۵ آوریل ۲۰۱۱ برایان گریزر در صفحه توئیتر خود نوشت که او با کیفر ساترلند صحبت کرده و فیلم سینمایی ۲۴ برای سال ۲۰۱۲ آماده می‌شود. اما در نهایت هیچ فیلم سینمایی از این مجموعه ساخته نشد و این پروژه لغو شد.

## شخصیت‌ها

### شخصیت‌های اصلی

#### جک باور

تصویر کیفر ساترلند، بازیگر نقش جک باور.

جک باور (به انگلیسی: Jack Bauer) (متولد ۱۸ فوریه ۱۹۶۶) شخصیت اصلی این سریال است و در تمامی قسمت‌های آن نقش آفرینی کرده‌است. او با شخصی به نام تری باور ازدواج می‌کند و حاصل این ازدواج دختری به نام کیم باور می‌شود او پس از به استخدام درآمدن سی‌تی‌یو با همسرش بر سر اینکه کمتر به خانواده اهّمیّت می‌دهد به مشکل برمی‌خورد و همسرش با او به هم می‌زند و خود نیز برای تلافی با همکارش نینا مایرز (که بعداً مشخص می‌شود با تروریست‌ها کار می‌کرده) رابطه برقرار می‌کند و دخترش اینها را از چشم مادرش می‌بیند، پس از مدتی ایشان دوباره با هم به زندگی می‌پردازند و از کارهای گذشته پشیمان شدند، در جریان بررسی پرونده‌ای به دست جک باور تروریست‌ها همسر و دخترش را گروگان می‌گیرند و با این کار می‌خواهند از جک استفاده کنند که پس از مدتی جک موفق به بازپس‌گیری همسر و دخترش می‌شود، پس از اینها تروریست‌ها که از جک باور کینه‌های فراوانی دارند تصمیم به انتقام می‌گیرند و در جریاناتی عامل نفوذی تروریست‌ها نینا مایرز همسر جک تری باور را می‌کشد ولی جک از تمامیشان انتقام می‌گیرد و نینا را دستگیر می‌کند اما فرزندش کیم پدرش را مقصر می‌داند. پس از این جریانات مدتی می‌گذرد تا اینکه رئیس‌جمهور جدید ایالات متحده دیوید پالمر از جک برای فرونشاندن حملات تروریستی کمک می‌خواهد و جک در این راه گام برمی‌دارد و پس از ساعات طولانی کار موفق به دستگیری عوامل تروریستی می‌شود و دخترش کیم نیز سعی می‌کند او را ببخشد. جک به کارش در سی‌تی‌یو ادامه می‌دهد تا در جریان عملیاتی معتاد به مواد مخدر می‌شود. او پس از مدتی به مدیریت سی‌تی‌یو منصوب می‌شود در حالی که برای دخترش آشکار است که پدرش معتاد شده او پس از انجام مأموریت‌هایی در مکزیک و دستگیری عوامل برادران سالازار (تروریست‌ها) تصمیم به ترک مواد برای همیشه می‌گیرد و موفق می‌شود پس از مدتی او سی‌تی یو را ترک کرده و به وزارت دفاع می‌پیوندد و در آنجا با دختر وزیر دفاع، آدری رینز آشنا می‌شود و با او رابطه برقرار می‌کند. پس از مدتی و در جریان حمله به کنسولگری چین او مجبور می‌شود مرگ خود را بازسازی کند تا از خشم دولت چین در امان بماند و به همین دلیل مجبور به ترک همه‌چیز از جمله دخترش کیم و معشوقه‌اش آدری می‌شود. پس از مدت کوتاهی اتفاقاتی برای دوستانش، تونی آلمیدا، میشل دسلر و کلوئی ابرایان می‌افتد و برخی عوامل فاسد دولتی سعی در به گردن انداختن ماجرای ترور رئیس‌جمهور پیشین آمریکا دیوید پالمر به گردن جک دارند ولی جک تصمیم به ثابت کردن بی‌گناهی خود دارد و در این راه پیروز می‌شود. پس از اتفاقات نه‌چندان خوبی که برای جک و دوستانش می‌افتد مشخص می‌شود که رئیس‌جمهور وقت آمریکا چارلز لوگان به کارهای غیرقانونی می‌پردازد و جک موفق به تحویل دادن او به قانون می‌شود ولی پس از این دولت چین متوجه زنده‌بودن جک می‌شود و چینی‌ها او را می‌ربایند پس از تحمل شکنجه‌های فراوان دولت آمریکا برای استفاده از جک برای متوقف کردن برخی تروریست‌ها او را از دولت چین باز پس می‌گیرد و جک در این راه به موفقیت دیگری دست می‌یابد. در اواخر کانون این ماجراها جک متوجه می‌شود که آدری به‌دست‌چینی‌ها دزدیده شده و آنان قصد استفاده از آدری برای انجام خواسته‌هایشان توسط جک را دارند اما او تن بدین کار نمی‌دهد و آدری را ازشان پس می‌گیرد. بعد از اینها او به کشور آفریقایی سانگالا می‌رود و عملیات‌هایی در آنجا انجام می‌دهد. پس از به قدرت رسیدن رئیس‌جمهور جدید الیسون تیلور سیاست‌های جدیدی در دولت آمریکا ایجاد می‌شود و سی‌تی‌یو به دلیل انجام اعمال شکنجه منهدم می‌شود و جک ممکن است مجازات شود اما در شرایط سخت اف‌بی‌آی از جک استفاده می‌کند و در آخر هم عوامل آفریقایی دستگیر یا کشته می‌شوند. جک در جریان انجام وظیفه‌اش که حفاظت از مردمان آمریکایی است به گازهای خطرناکی آلوده می‌شود ولی پس از انجام عملی پزشکی بهبود می‌یابد. او پس از مدتی تصمیم به ترک و بازگشت به لس آنجلس و زندگی با خانواده دخترش می‌گیرد اما باز هم نمی‌تواند جلوی حسش که حس حفاظت از مردم است را گیرد و در عملیات‌های سی‌تی‌یو جدید که این‌بار در شهر نیویورک است شرکت می‌کند. او با مأموری به نام رنه واکر رابطه برقرار می‌کند. رنه توسط عوامل تروریست روسی کشته می‌شوند ولی جک در آخر ازشان انتقام می‌گیرد و معاهدهٔ صلح جهانی را که پرزیدنت تیلور بسته بود را به خطر می‌اندازد و رئیس‌جمهور دستور دستگیری او را می‌دهد که پس از مدت کوتاهی خانم تیلور متوجه اشتباهاتش و کارهای غیرقانونی که در راه این معاهده کرده بود می‌شود و خودش را معرفی و دستور آزادی جک را می‌دهد.

#### کلوئی ابرایان

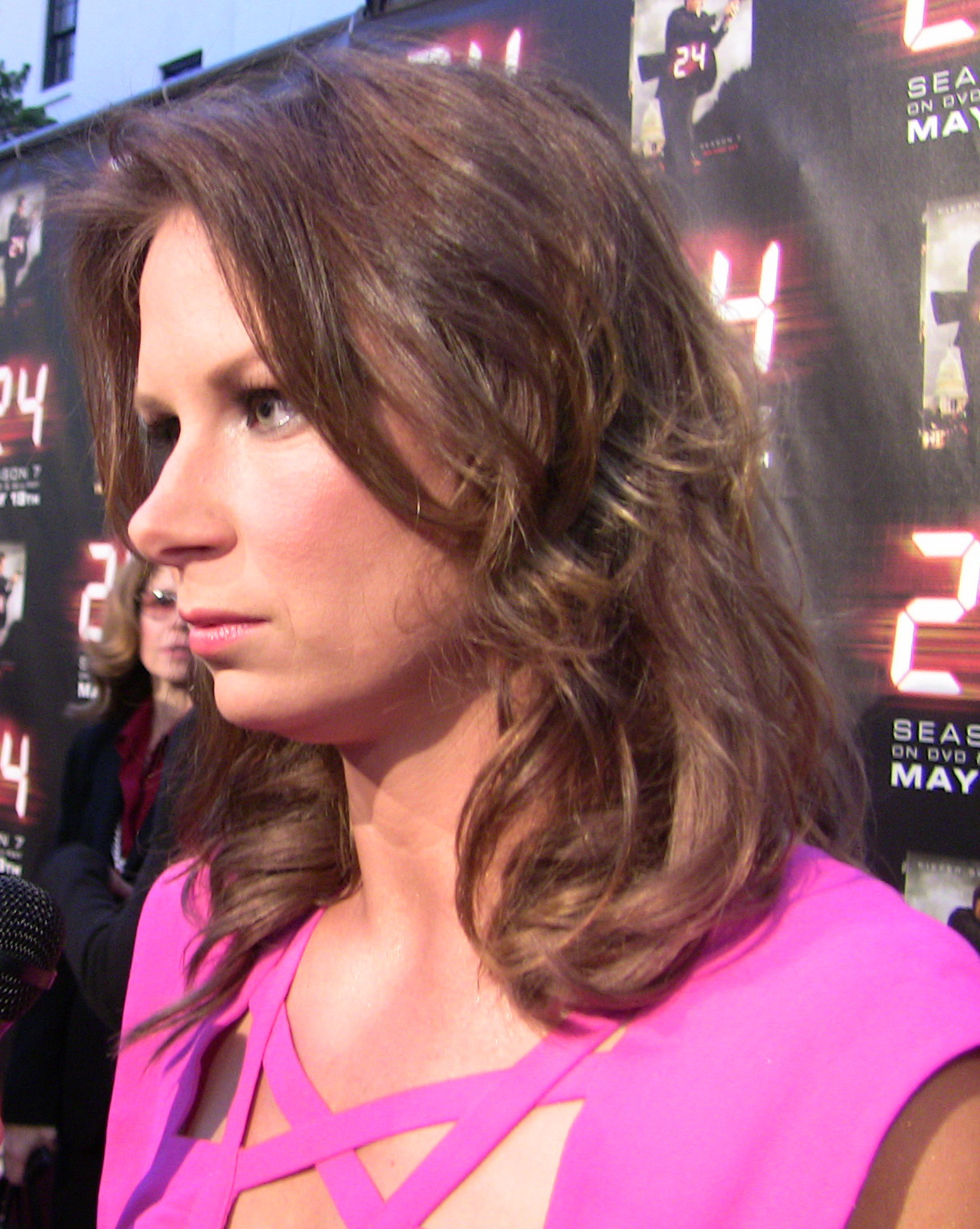
مری لین راجسکوب بازیگر کلوئی ابرایان

کلوئی ابرایان (به انگلیسی: Chloe O'Brian) تحلیل‌گر و کارمند واحد سی‌تی‌یو است، او با جک باور رابطهٔ خوبی دارد قبل از پیوستن به سی‌تی‌یو از همسرش موریس ابرایان جداشده بود او در فصل سوم کودکی را همراه دارد و توسط رایان شاپل مدیر ارشد تشکیلات ضدتروریستی مورد بازخواست قرار می‌گیرد که پس از مدتی مشخص می‌شود که این کودک فرزند چیس ادمونز دیگر کارمند سی‌تی‌یو بوده‌است، پس از این او به موفقیت‌هایی دست می‌یابد و ترفیع می‌گیرد، کلوئی پس از این‌ها در فصل پنجم رئیس دیگر کارمند سی‌تی‌یو ادگار می‌شود و هیچگاه رفتار خوبی با ادگار ندارد که پس از سانحهٔ تروریستی حمله به سی‌تی‌یو به‌وسیلهٔ گاز اعصاب در فصل پنجم و کشته شدن ادگار به شدت از این کارش پشیمان می‌شود، در اواخر فصل پنجم او دوباره همسر سابقش را ملاقات می‌کند (که پس از مدتی دوباره با هم ازدواج می‌کنند)، او همچنین نقش کلیدی و مهمی در دستگیری رئیس‌جمهور خائن چارلز لوگان داشته‌است، در فصل ششم او باردار می‌شود و با مشکلاتی با همسرش روبه‌رو می‌شود که همگی پس از مدتی رفع می‌شوند، در فصل هفتم او صاحب فرزندی شده‌است و به شناسایی عوامل فساد دولتی همراه با بیل بیوکانان و تونی آلمیدا مشغول است و از سی‌تی‌یو جدا شده‌است، در فصل هشتم با بازگشایی مجدد واحد ضدتروریستی اینبار در شهر نیویورک به این واحد به دلیل مشکلات مالی می‌پیوندد و در اواخر به مدیریت آن نیز منصوب می‌گردد او همچنین در قانع کردن جک برای انجام ندادن اعمال انتقام جویانه با بهای سنگین نقش مهمی داشت.

#### تونی آلمیدا

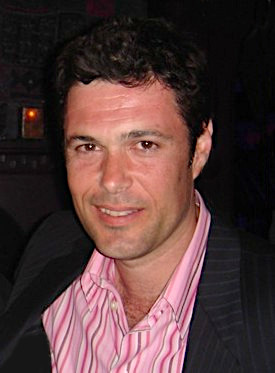
کارلوس برنارد، بازیگر تونی آلمیدا

تونی آلمیدا (به انگلیسی: Tony Almeida) کسی است که برای ادارهٔ سی‌تی‌یو برای مدت‌ها کار می‌کرده او در ابتدا با نینا مایرز روابطی داشته‌است، پس از اینکه نینا با جک رابطه برقرار می‌کند رابطه‌اش با جک سرد می‌شود، پس از دستگیری نینا و ثابت‌شدن اینکه او با تروریست‌ها کار می‌کرده، بین او و جک روابط دوستانه‌ای برقرار می‌شود پس از مدتی او به مدیریت سی‌تی‌یو منصوب می‌شود او با یکی از کارمندان سی‌تی‌یو به نام میشل دسلر رابطه برقرار می‌کند و پس از مدتی با او ازدواج می‌کند، پس از مدتی او در جریان عملیاتی (فصل سوم) زخمی می‌شود که پس از مدتی بهبود می‌یابد پس از عملیات‌های موفقیت‌آمیزی که جک در آنان شرکت کرده بود و تقریباً تمامی عوامل تروریست را دستگیر کرده بود تروریست‌ها از میشل برای انجام خواسته‌هایشان استفاده می‌کنند و تونی پس از این به جرم اجابت خواسته‌های تروریست‌ها به عنوان خائن شناخته می‌شود و حتی به زندان می‌افتد که البته پس از این با تلاش‌های پرزیدنت دیوید پالمر و جک باور آزاد می‌شود و به خاطر رفتارهای نامناسبش میشل از او جدا می‌شود و او را ترک می‌کند پس از مدتی جک از تونی کمک می‌خواهد و همین زمینهٔ ملاقات دوبارهٔ میشل را فراهم می‌آورد و پس از مدت کوتاهی میشل او را می‌بخشد و دوباره به زندگی مشترکشان بازمی‌گردند، پس از ترور رئیس‌جمهور پالمر توسط عوامل فاسد دولتی میشل کشته می‌شود و تونی زخمی می‌شود و در این جریانات همگان فکر می‌کنند تونی کشته شده اما او پس از مدتی برای انتقام بازمی‌گردد (فصل هفتم) و در طول این زمان‌ها فقط به فکر انتقام از قاتلان میشل دسلر بوده‌است و در آخر جک جلوی او را می‌گیرد اما عوامل فساد دستگیر می‌شوند.

#### دیوید پالمر

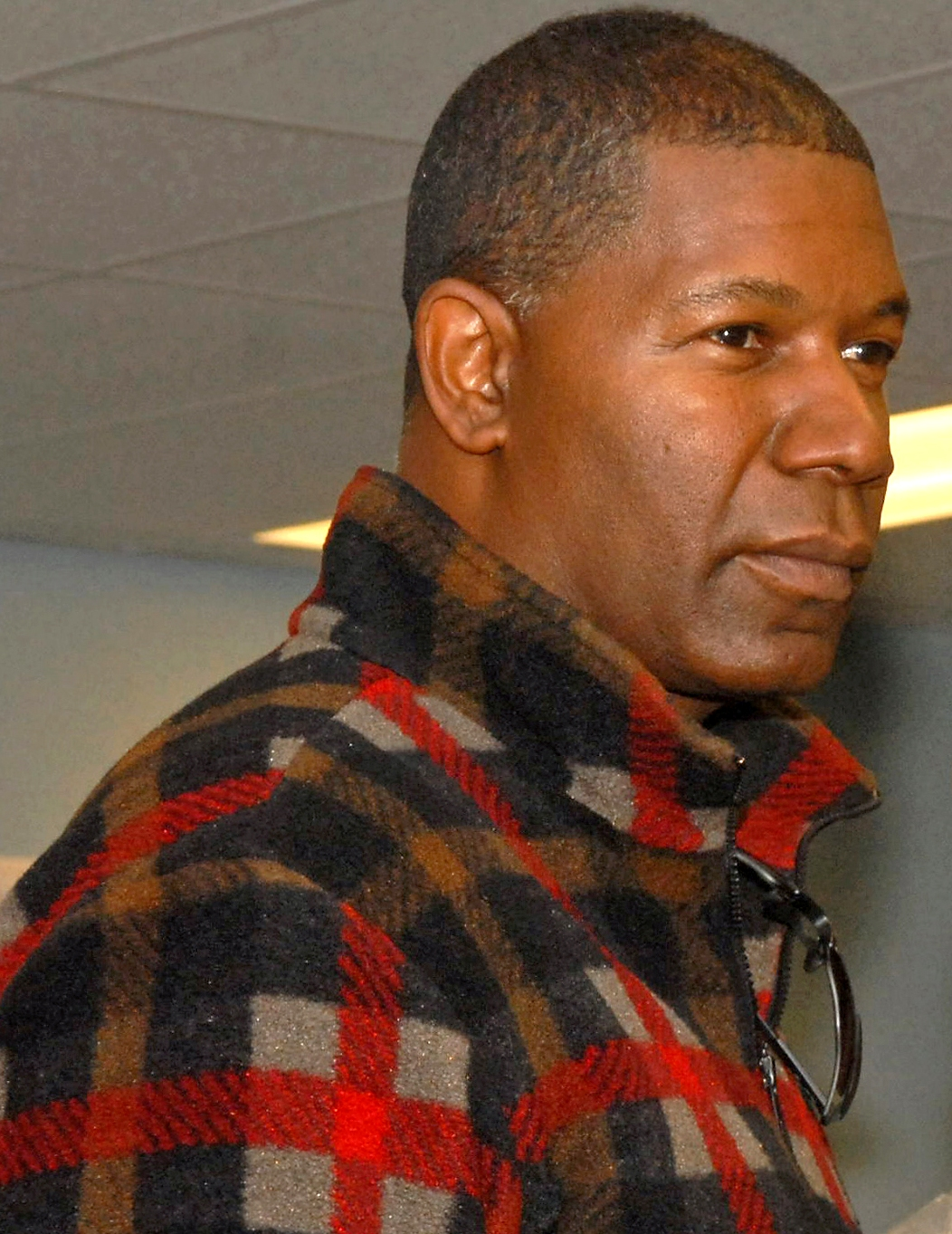
دنیس هیزبرت بازیگر نقش دیوید پالمر

دیوید پالمر (به انگلیسی: David Palmer) یک نامزد دموکرات برای ریاست جمهوری ایالات متحده آمریکا بود، او در هنگام نامزدی‌اش برای ریاست جمهوری متوجه می‌شود که خانواده‌اش در برخی موارد برخی موضوعات حساس را پنهان کرده و به او نگفتند و به همین جهت باعث ایجاد حس بی‌اعتمادی می‌شود و با مشاهدهٔ قدرت طلبی و خودخواهی همسرش شری پالمر پس از موفقیت در انتخابات او را ترک می‌کند، او در فصل دو به ریاست جمهوری رسید و در جریانات عملیات تروریست‌ها از جک کمک خواست، در اواخر این فصل نزدیک بود ریاست جمهوری‌اش به خطر بیفتد که با عملکرد سریع جک موفق به اثبات حرف خود که دولت‌هایی در خاورمیانه در حادثهٔ انفجار بمب اتمی در خاک آمریکا دست نداشتند، در فصل سوم نیز با خطر حملهٔ تروریست‌ها اینبار با ویروسی خطرناک روبه‌رو می‌شود که با کمک جک مهار می‌شود او در این فصل از همسر سابقش شری نیز کمک‌هایی دربارهٔ مسئله ارتباط برادرش وین پالمر با همسر یکی از اشخاص مهم می‌گیرد، پس از این او به خاطر مرگ همسرش در دورهٔ جدید انتخابات شرکت نمی‌کند اما در دورهٔ چارلز لوگان به دلیل بی‌لیاقتی پرزیدنت چارلز لوگان کمک‌هایی به دولت می‌کند، او همچنین در بازسازی مرگ جک در آخر فصل چهارم نقش کلیدی داشته، سرانجام به دلیل مطلع شدن از برخی کارهای غیرقانونی رئیس‌جمهور لوگان توسط عوامل او و باندهای فاسد دولتی ترور می‌شود.

#### کیم باور

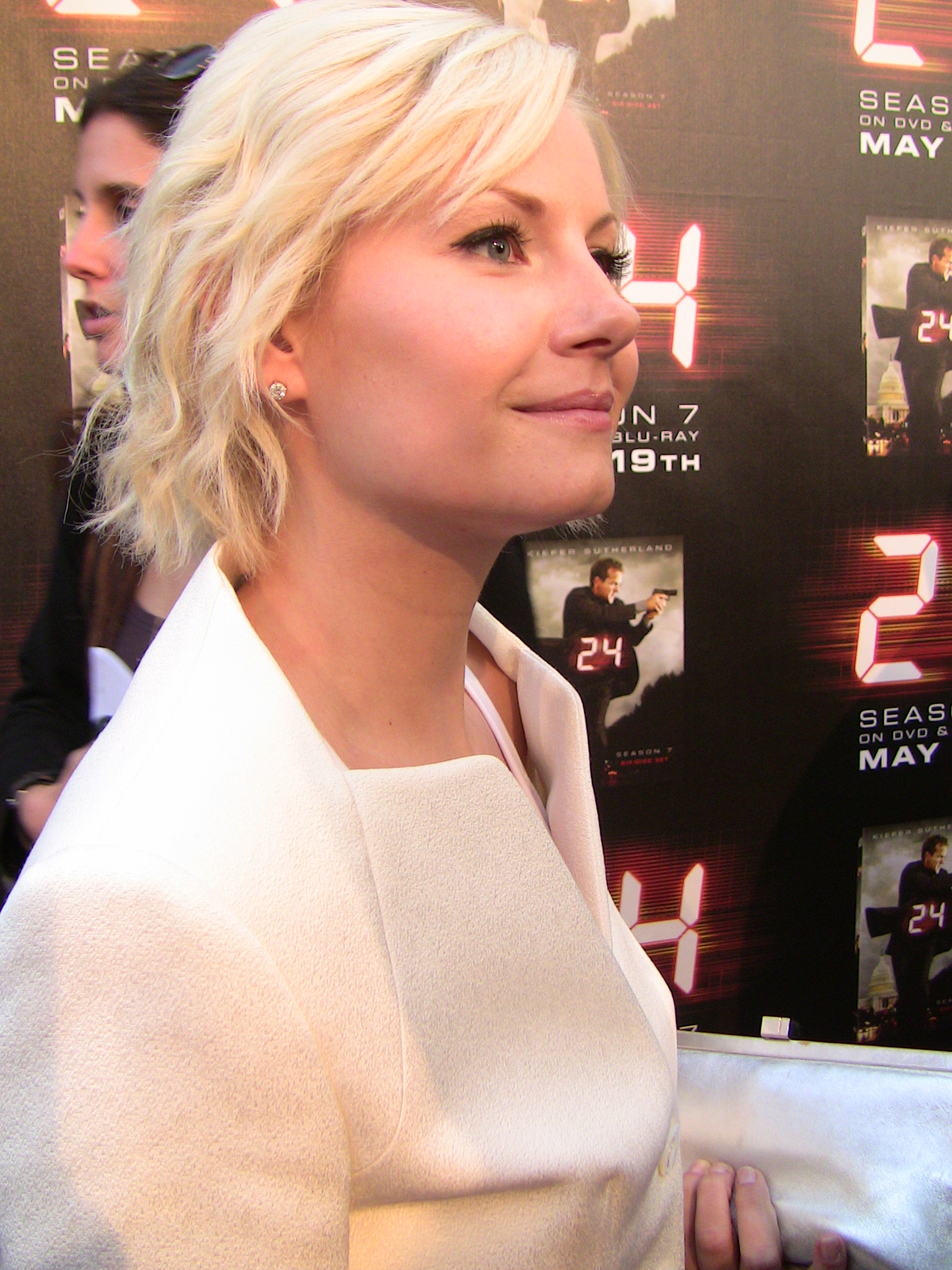
الیشا کاتبرت بازیگر کیم باور

کیم باور (به انگلیسی: Kim Bauer) دختر جک باور و تری باور است، او در ابتدا رابطهٔ خوبی با مادرش نداشت ولی پس از ربوده‌شدن خود و مادرش به‌دست تروریست‌ها نظرش تغییر می‌کند، پس از کشته‌شدن مادرش توسط نینا مایرز او پدرش را مقصر می‌داند و به همین جهت او را ترک می‌کند و در خانه‌ای به پرستاری می‌پردازد پس از مشاهدهٔ رفتار بد سرپرست آن خانواده با فرزندشان مگان، کیم مگان را برمی‌دارد و فرار می‌کند و تصمیم دارد که مگان را از آن خانواده گیرد و اتفاقات خطرناکی را پشت سر می‌گذارد و در نهایت نجات می‌یابد و پدرش را می‌بخشد، پس از اینها پدرش جک او را به سی‌تی‌یو می‌برد تا به خود نزدیک باشد و او با شخصی به نام چیس ادمونز رابطه برقرار می‌کند، بعد از اینکه مرگ پدرش را بازسازی می‌کنند و از آنجا که او خبر نداشته پدرش زنده‌است دچار شکست احساسی می‌شود و چیس نیز ترکش می‌کند ولی پس از مدتی با بیان برخی دلایل توسط پدرش قانع می‌شود، در روز هفتم (فصل هفتم) او ازدواج کرده‌است و او به پدرش در انجام عمل پزشکی ژنتیکی کمک می‌کند و پدرش زنده می‌ماند، پس از این کیم از پدرش درخواست می‌کند که با او به لس آنجلس بازگردد اما پدرش دوباره در جریاناتی می‌افتد و نمی‌تواند دخترش کیم را همراهی کند.

### بازیگران و شخصیت‌های ایرانی
شهره آغداشلو بازیگر ایرانی این سریال است که در فصل چهارم سریال حضور دارد. به اینکه ملیت او چیست اشاره نمی‌شود اما از آن‌جایی که نام فرزندش در سریال «بهروز» است، می‌توان این برداشت را کرد که شخصیت او و پسرش ریشه ایرانی دارند. نوید نگهبان دیگر بازیگر ایرانی این سریال است که در فصل چهارم و هشتم این سریال در هر فصل نقش متفاوتی را ایفا کرده‌است. در قسمت یازدهم فصل چهارم داریوش کاشانی، بازیگر اصالتاً ایرانی در نقش علی حضور دارد. در قسمت سیزدهم همین فصل نیز امید ابطحی و دومنیک رینس دو بازیگر ایرانی حضور دارند. نازنین بنیادی نیز در دو قسمت از این سریال در نقش کوتاهی حضور پیدا کرد. همچنین در فصل نهم سریال شخصیتی به نام «نوید شباز» حضور دارد که نامش ایرانی است. نام خواهر این شخصیت «فرح» و نام خواهرزاده این شخصیت «یاسمین» (باز هم نام ایرانی) است. بازیگر شخصیت نوید، ساشا دوان بازیگر غیر ایرانی است.

### فهرست شخصیت‌ها
شخصیت‌های اصلی این سریال، در این فهرست آمده‌است.

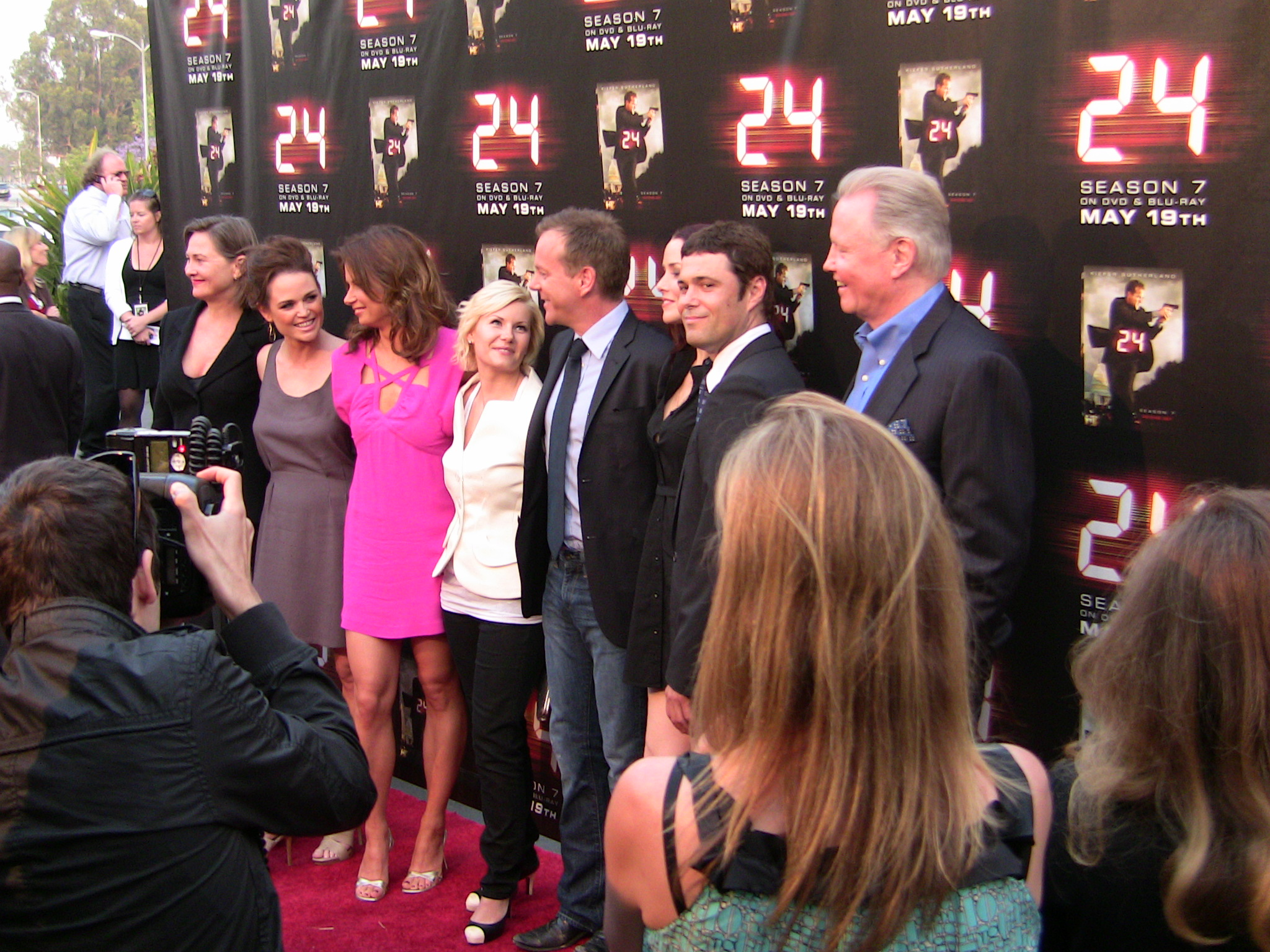
بازیگران فصل هفتم سریال ۲۴ در مراسم پایان یافتن این فصل

| نام بازیگر         | نام شخصیت       | تعداد اپیزودها | فصلهای اصلی       | دیگر فصلها | وضعیت   |
| ------------------ | --------------- | -------------- | ----------------- | ---------- | ------- |
| کیفر ساترلند       | جک باور         | ۲۰۴            | ۱و۲و۳و۴و۵و۶و۷و۸و۹ | هیچ        | زنده    |
| کارلوس برنارد      | تونی آلمیدا     | ۱۱۵            | ۲و۳و۵و۷           | ۱و۴        | زنده    |
| الیشا کاتبرت       | کیم باور        | ۷۹             | ۱و۲و۳             | ۵و۷و۸      | زنده    |
| لسلی هوپ           | تری باور        | ۲۴             | ۱                 | هیچ        | مرده    |
| دنیس هایسبرت       | دیوید پالمر     | ۷۹             | ۱و۲و۳             | ۴و۵        | مرده    |
| سارا کلارک         | نینا مایرز      | ۳۶             | ۱                 | ۲و۳        | مرده    |
| مری لین راجسکوب    | کلوئی ابرایان   | ۱۳۷            | ۵و۶و۷و۸و۹         | ۳و۴        | زنده    |
| گلن مورشور         | آرون پیرس       | ۴۵             | ۱و۳و۵و۷           | ۲و۴و۶      | زنده    |
| جود سیکوللا        | مایک نویک       | ۵۸             | ۱و۲و۵             | ۲و۵        | زنده    |
| سارا واینتر        | کیت وارنر       | ۲۵             | ۲                 | ۳          | زنده    |
| زاندر برکلی        | جورج میسون      | ۲۷             | ۲                 | ۱          | مرده    |
| پنی جانسون جرالد   | شری پالمر       | ۴۵             | ۲                 | ۱و۳        | مرده    |
| ریکو آیلسورت       | میشل دسلر       | ۶۲             | ۳                 | ۲و۴و۵      | مرده    |
| جیمز بدج دیل       | چیس ادموندز     | ۲۴             | ۳                 | هیچ        | زنده    |
| کیم راور           | آدری رینز       | ۶۴             | ۴و۵و۹             | ۶          | مرده    |
| آلبرتا واتسون      | ارین دریسکول    | ۱۲             | ۴                 | هیچ        | زنده    |
| لانا پاریلا        | سارا گاوین      | ۱۲             | ۴                 | ۴          | زنده    |
| راجر کراس          | کرتیس مانینگ    | ۴۴             | ۴و۵               | ۶          | مرده    |
| ویلیام دیون        | جیمز هلر        | ۳۲             | ۵و۹               | ۴و۶        | زنده    |
| گریگوری ایتزین     | چارلز لوگان     | ۴۴             | ۵                 | ۴و۶و۸      | نامعلوم |
| جیمز موریسون       | بیل بیوکانان    | ۶۴             | ۵و۶و۷             | ۴          | مرده    |
| لوئیس لومباردی     | ادگار استایلز   | ۳۷             | ۵                 | ۴          | مرده    |
| جین سمارت          | مارتا لوگان     | ۲۴             | ۵                 | ۶          | زنده    |
| دی.بی وودساید      | وین پالمر       | ۴۸             | ۶                 | ۳و۵        | زنده    |
| پیتر مکنیکول       | تام لنوکس       | ۲۴             | ۶                 | هیچ        | زنده    |
| جین اتکینسون       | کرن هیز         | ۳۰             | ۶                 | ۵          | زنده    |
| کارلو روتا         | موریس ابرایان   | ۲۹             | ۶                 | ۵و۷        | زنده    |
| اریک بالفور        | مایلو پرسمن     | ۲۸             | ۶                 | ۱          | مرده    |
| ماریسول نیکولز     | نادیا یاسیر     | ۲۴             | ۶                 | هیچ        | زنده    |
| رجینا کینگ         | ساندرا پالمر    | ۹              | ۶                 | هیچ        | زنده    |
| چری جونز           | الیسون تیلور    | ۴۳             | ۷و۸               | هیچ        | زنده    |
| آنی ورسچینگ        | رنه واکر        | ۳۷             | ۷و۸               | هیچ        | مرده    |
| کلم فیور           | هنری تیلور      | ۱۲             | ۷                 | هیچ        | زنده    |
| باب گانتون         | اتان کنین       | ۳۱             | ۷                 | ۶و۸        | زنده    |
| جفری نردلینگ       | لری ماس         | ۱۹             | ۷                 | هیچ        | مرده    |
| ریس کویرو          | شون هیلینگر     | ۱۰             | ۷                 | هیچ        | زنده    |
| جانین گاروفالو     | جنیس گلد        | ۲۱             | ۷                 | هیچ        | زنده    |
| آنیل کاپور         | عمر حسن         | ۱۵             | ۸                 | هیچ        | مرده    |
| میکلتی ویلیامسون   | برایان هاستینگز | ۱۷             | ۸                 | هیچ        | زنده    |
| کتی سکف            | دینا والش       | ۲۰             | ۸                 | هیچ        | مرده    |
| کریس دیامانتوپولوس | راب ویس         | ۱۲             | ۸                 | هیچ        | زنده    |
| جان بوید           | آرلو گلاس       | ۲۴             | ۸                 | هیچ        | زنده    |
| فردی پرینز         | کول اتریز       | ۲۴             | ۸                 | هیچ        | زنده    |

## فصل‌ها و قسمت‌ها
| فصل (سیزن)                   | قسمت‌ها | آغاز فصل       | پایان فصل     |
| ---------------------------- | ------ | -------------- | ------------- |
| فصل ۱                        | ۲۴     | ۶ نوامبر ۲۰۰۱  | ۲۱ مه ۲۰۰۲    |
| فصل ۲                        | ۲۴     | ۲۹ اکتبر ۲۰۰۲  | ۲۰ مه ۲۰۰۳    |
| فصل ۳                        | ۲۴     | ۳۰ اکتبر ۲۰۰۳  | ۲۵ مه ۲۰۰۴    |
| فصل ۴                        | ۲۴     | ۹ ژانویه ۲۰۰۵  | ۲۳ مه ۲۰۰۵    |
| فصل ۵                        | ۲۴     | ۱۵ ژانویه ۲۰۰۶ | ۲۲ مه ۲۰۰۶    |
| فصل ۶                        | ۲۴     | ۱۴ ژانویه ۲۰۰۷ | ۲۱ مه ۲۰۰۷    |
| فصل ۷                        | ۲۴     | ۱۱ ژانویه ۲۰۰۹ | ۱۸ مه ۲۰۰۹    |
| فصل ۸                        | ۲۴     | ۵ مه ۲۰۰۹      | ۲۴ مه ۲۰۱۰    |
| فصل ۹، یک روز دیگر زنده بمان | ۱۲     | ۵ مه ۲۰۱۴      | ۱۴ ژوئیه ۲۰۱۴ |

## پخش در خارج از آمریکا
این سریال در خارج از آمریکا توزیع شد و از آن استقبال خوبی به عمل آمد. این سریال در بریتانیا، یکی از پربیننده‌ترین برنامه‌های تلویزیونی بود. گزارش شده‌است که ۲۴ در سرتاسر جهان از حداقل ۲۳۶ کانال تلویزیونی پخش شد و به ۱۰۰ میلیون بیننده رسید.

### دوبله فارسی
سریال ۲۴ در ایران بسیار زود طرفداران خود را پیدا کرد. طرفداران سریال‌های ماجرایی در بازار زیرزمینی توانستند نسخه‌های دی‌وی‌دی این سریال را تهیه کنند. شبکه تلویزیونی فارسی۱ از مرداد ۱۳۸۸ اقدام به دوبله و پخش این سریال کرده و مؤسسه تصویر دنیای هنر درون ایران اقدام به توزیع سریال با دوبله داخل ایران کرده‌است. بهرام زند مدیر دوبلاژ دوبله داخل ایران بود. از دیگر دوبلوران این دوبله می‌توان به مریم شیرزاد، ژرژ پطروسی، مینو غزنوی، نصرالله مدقالچی، ناصر نظامی، حسین عرفانی و افشین زی‌نوری اشاره کرد. در افغانستان نیز این سریال با دوبله فارسی از دو شبکه تلویزیونی طلوع و نورین پخش شده‌است. و بالاخره پس از پخش موفق سریال فرار از زندان، ۲۴ نیز به صورت نسخه سی‌دی از مرداد ۸۹ با دوبلهٔ فارسی در شبکه ویدئویی ایران توزیع شد.

## استقبال از سریال
علیرغم چندین بدشانسی بزرگ، استقبال مردم آمریکا از این سریال خوب بوده و به مرور زمان افزایش چشمگیری داشته‌است. با توجه به این‌که پخش فصل اول این سریال اندکی پس از حادثهٔ ۱۱ سپتامبر آغاز شد و با توجه به محتوای تروریستی فیلم، شبکهٔ فاکس در ابتدا پخش سریال را برای مدتی به تعویق انداخت. اما با پخش مجدد سریال استقبال خوبی از آن به عمل آمد، به‌طوری‌که کیفر ساترلند بازیگر شخصیت جک باور، برای بازی در تنها ۱۰ قسمت اول سریال برندهٔ جایزه گلدن گلوب شد. با فروش دی‌وی‌دی فصل اول، این سریال رکورد فروش دی‌وی‌دی در بریتانیا را، نه فقط در بخش سریال، بلکه در بخش فیلم شکست و ارباب حلقه‌ها را پشت سر گذاشت.
این سریال در وبگاه IMDb، نمرهٔ ۸٫۷ از ۱۰ را دارد. در وبگاه TV.com نیز سریال ۲۴ نمرهٔ ۹٫۰ را دارد.
با توجه به این‌که این سریال به دلایل غیرفنّی (سیاسی، مذهبی و پخش صحنه‌های شکنجه که بسیاری از بانوان و کودکان را از جمع طرفداران حذف می‌کند) مخالفانی دارد، و با توجه به ادامه‌دار بودنِ منحصربه‌فرد داستان سریال، (به‌طوری‌که در طول پخش تلویزیونی بینندگان در صورت از دست دادن ۱ یا ۲ قسمت، روند کلی داستان را از دست می‌دادند) نمرات ذکر شده در بالا نشانگر زیبایی بی‌نظیر سریال است.

### رتبه در بین دیگر سریال‌ها
رتبه سریال‌ها در ایالات متحده، بر اساس میانگین بیننده‌های هر فصلِ سریال می‌باشد.
| فصل     | فصل     | تعداد قسمت‌ها   | زمان پخش (منطقه زمانی آمریکای شمالی) | آغاز فصل       | پایان فصل      | رتبه | تعداد بینندگان (میلیون نفر) |
| ------- | ------- | -------------- | ------------------------------------ | -------------- | -------------- | ---- | --------------------------- |
| ۱       | ۰۲–۲۰۰۱ | ۲۴             | سه‌شنبه‌ها، ۹ شب                       | ۶ نوامبر ۲۰۰۱  | ۲۱ مه ۲۰۰۲     | #۷۶  | ۸٫۶۰                        |
| ۲       | ۰۳–۲۰۰۲ | ۲۴             | سه‌شنبه‌ها، ۹ شب                       | ۲۹ اکتبر ۲۰۰۲  | ۲۰ مه ۲۰۰۳     | #۳۶  | ۱۱٫۷۳                       |
| ۳       | ۰۴–۲۰۰۳ | ۲۴             | سه‌شنبه‌ها، ۹ شب                       | ۲۸ اکتبر ۲۰۰۳  | ۲۵ مه ۲۰۰۴     | #۴۲  | ۱۰٫۳۰                       |
| ۴       | ۲۰۰۵    | ۲۴             | دوشنبه‌ها، ۹ شب                       | ۹ ژانویه ۲۰۰۵  | ۲۳ مه ۲۰۰۵     | #۲۹  | ۱۱٫۹۰                       |
| ۵       | ۲۰۰۶    | ۲۴             | دوشنبه‌ها، ۹ شب                       | ۱۵ ژانویه ۲۰۰۶ | ۲۲ مه ۲۰۰۶     | #۲۴  | ۱۳٫۷۸                       |
| ۶       | ۲۰۰۷    | ۲۴             | دوشنبه‌ها، ۹ شب                       | ۱۴ ژانویه ۲۰۰۷ | ۲۱ مه ۲۰۰۷     | #۲۷  | ۱۳٫۰۰                       |
| رستگاری | ۲۰۰۸    | فیلم تلویزیونی | یک‌شنبه، ۸ شب                         | ۲۳ نوامبر ۲۰۰۸ | ۲۳ نوامبر ۲۰۰۸ | #۱۷  | ۱۲٫۱۲                       |
| ۷       | ۲۰۰۹    | ۲۴             | دوشنبه‌ها، ۹ شب                       | ۱۱ ژانویه ۲۰۰۹ | ۱۸ مه ۲۰۰۹     | #۲۰  | ۱۲٫۶۲                       |
| ۸       | ۲۰۱۰    | ۲۴             | دوشنبه‌ها، ۹ شب                       | ۱۷ ژانویه ۲۰۱۰ | ۲۴ مه ۲۰۱۰     | #۳۹  | ۹٫۳۱                        |

### جوایز و نامزدی‌ها
۲۴ بارها نامزد دریافت جایزه‌های امی، گلدن گلوب و انجمن بازیگران نمایش شده‌است و چندین بار نیز آن‌ها را برده‌است. این سریال در موضوعاتی همچون بازیگری، کارگردانی، نویسندگی، تدوین، صداگذاری، ساخت موسیقی و بدلکاری نامزد دریافت این جوایز شده‌است. در سال ۲۰۰۵، انجمن فیلم آمریکا، سریال ۲۴ را جزء ۱۰ برنامه تلویزیونی برتر سال قرار داد.
این سریال، ۶۸ بار نامزد دریافت جایزه امی شده که ۲۰ تای آن‌ها را برده‌است. ۲۴ در سال‌های ۲۰۰۲ تا ۲۰۰۵ نامزد دریافت جایزه بهترین سریال درام شد و نهایتاً در سال ۲۰۰۶، برنده این جایزه شد. کیفر ساترلند در سال‌های ۲۰۰۲، ۲۰۰۳، ۲۰۰۴، ۲۰۰۵ و ۲۰۰۹ (برای ۲۴: رستگاری) نامزد دریافت جایزه بهترین بازیگر نقش اول مرد سریال‌های درام شده و در سال ۲۰۰۶ این جایزه را دریافت کرده‌است. جول سارنو و رابرت کاکرین در سال ۲۰۰۲، برنده جایزه بهترین نویسندگان سریال درام شدند. شان کالری، در طول پخش این سریال، ۹ بار نامزد دریافت جایزه بهترین موسیقی متن سریال شد که در سال‌های ۲۰۰۳، ۲۰۰۶ و ۲۰۱۰ این جایزه را ازآن خود کرد.
فصل پنجم این سریال از لحاظ دریافت جایزه، موفق‌ترین فصل این سریال محسوب می‌شود. این فصل از سریال، در ۱۲ ردهٔ مختلف نامزد دریافت جایزه شده که ۵ تای آن را برد، از جمله جایزه بهترین سریال درام و بهترین بازیگر نقش اول مرد در سریال‌های درام برای کیفر ساترلند. جان کسار نیز برنده جایزه بهترین کارگردانی شد و گریگوری ایتزین و جین اسمارت به ترتیب نامزد دریافت جایزه بهترین بازیگر مکمل مرد و بهترین بازیگر مکمل زن شدند. در سال ۲۰۰۹، چری جونز برنده جایزه بهترین بازیگر مکمل زن شد.
همچنین این سریال ۱۲ بار نامزد دریافت گلدن گلوب در رده‌های مختلف شده‌است که ۲ بار برنده آن شده‌است. ۲۴ در سال‌های ۲۰۰۱، ۲۰۰۲، ۲۰۰۴ و ۲۰۰۶ نامزد دریافت جایزه بهترین سریال درام بوده‌است و در سال ۲۰۰۳ این جایزه را دریافت کرده‌است و کیفر ساترلند در سال‌های ۲۰۰۲، ۲۰۰۳، ۲۰۰۵، ۲۰۰۶ و ۲۰۰۸ نامزد دریافت جایزه بهترین بازیگر نقش اول مرد سریال‌های درام شد و در سال ۲۰۰۱ آن را دریافت کرد. دنیس هایسبرت نیز در سال ۲۰۰۲، نامزد دریافت جایزه بهترین بازیگر مکمل مرد شد.
مجله امپایر در سال ۲۰۰۸، سریال ۲۴ را ششمین سریال برتر تاریخ معرفی کرد.

## نقد ۲۴

### مسلمانان
در چندین فصل گذشته، تبهکاران این سریال از کشورهای مختلفی مانند انگلیسی‌ها، صرب‌ها، آلمانی‌ها، روس‌ها، مسلمانان افراطی و حتی رئیس‌جمهور ایالات متحده بوده‌اند. در این سریال سعی شده‌است تا گروه‌های قومی و مذهبی مختلف از دیدگاه‌های مختلف نشان داده شود و مورد بحث قرار گیرد.
پس از پنج فصل، بینندگان این سریال متوجه شده‌اند که ۲۴، مجموعه‌ای ضد تروریسم است و هر شخصیت نمایندهٔ مذهب یا قومی نیست.— بخش‌هایی از بیانیه فاکس
گروه‌های مختلف اسلامی و از جمله شورای روابط اسلامی-آمریکایی، به علت این که در نیمی از فصل‌های این سریال، تروریست‌ها مسلمان هستند، از این سریال به شدت انتقاد کرده‌اند.
این انتقادات بعد از شروع فصل چهارم این سریال آغاز شد، که در آن سردسته تروریست‌ها گروهی ترک و مسلمان هستند و خانواده‌ای ترک در آن به نمایش در می‌آید که پدر، مادر و پسرشان، برای کشتن آمریکایی‌ها برنامه‌ریزی کرده‌اند. فاکس بعد از شروع شکایات، برنامه‌ای پخش کرد که در آن کیفر ساترلند، مردم را تشویق می‌کند تا از قضاوت در مورد تمامی مسلمانان، خودداری کنند.
پس از شروع فصل ششم، که داستان سریال با نمایش دادن بمبگذاری‌های انتحاری گروه‌های مسلمان و قصد آن‌ها برای حملهٔ هسته‌ای به آمریکا آغاز می‌شود، شورای روابط اسلامی-آمریکایی اعلام کرد که این سریال به چیزی جز افزایش افکار ضداسلامی، کمکی نمی‌کند. این شورا قبلاً نیز بارها در رابطه با این سریال ابراز نگرانی کرده بود. ربیعه احمد، سخنگوی این شورا، در این رابطه گفت:
این مجموعه، باعث افزایش خشم و نفرت علیه مسلمانان می‌شود. بعد از آن که من قسمت اول[فصل ششم] این سریال را دیدم، می‌ترسیدم به فروشگاه بروم. چون مشخص نیست، شخصی که کنار من ایستاده، می‌تواند فرق واقعیت و خیال را تشخیص بدهد یا خیر.
شبکه رسانه‌ای فاکس نیز بعد از این انتقادات، بیانیه‌ای منتشر کرد و در آن اعلام کرد که این سریال هیچ گروه مذهبی و قومی را مورد هدف قرار نداده و اگر شخصیتی در این مجموعه تروریست است، این به آن معنی نیست که تمام افرادی که به مذهب آن شخصیت اعتقاد دارند یا از نژاد آن شخصیت هستند، مثل او هستند.

### شکنجه
در این سریال شکنجه متهمان و مجرمان، امری عادی به حساب می‌آید و حتی نشان داده می‌شود که در ساختمان سی‌تی‌یو افرادی آموزش‌دیده با تجهیزات، وظیفه دارند از متهمان اطلاعات بگیرند. این سریال شامل بیشترین سکانس‌های شکنجه در بین تمام مجموعه‌های تلویزیونی می‌باشد. تا پایان فصل پنجم این سریال، ۶۷ سکانس شکنجه در این سریال دیده می‌شود. به همین دلیل، برخی از منتقدان دیدن این سریال را برای کودکان توصیه نمی‌کنند و آن را جزء یکی از بدترین سریال‌های تلویزیونی می‌خوانند.
در آلمان و سوئیس، به علت استفاده از روش‌های مختلف برای به حرف آوردن متهمان توسط شخصیت جک باور، که به نوعی آموزش نیز به حساب می‌آید، از این سریال انتقاد شده‌است.

### روند تکراری داستان
در زمان پخش فصل ششم، این سریال توسط طرفداران و رسانه‌ها به علت روند تکراری داستان سریال از آن انتقاد کردند. آن‌ها معتقد بودند که تهدید انفجار بمب هسته‌ای در ایالات متحده، ترور رئیس‌جمهور، اشاره بیش از حد به اصلاحیه بیست و پنجم قانون اساسی ایالات متحده آمریکا و این که همواره کسی که جک باور به او علاقه‌مند است در خطر قرار می‌گیرد، موضوعاتی است که بارها در طول سریال اتفاق افتاده و سریال را یکنواخت کرده‌است.
دیوید فری، که از تهیه‌کنندگان این سریال نیز هست، اذعان کرد که سازندگان این سریال در فصل ششم اشتباهاتی انجام داده‌اند و هاوارد گوردون نیز در آن زمان گفت که فصل‌های بعدی این سریال دیگر به این شکل نخواهد بود.

## در دیگر رسانه‌ها

### رسانه‌های برخط
۲۴: توطئه
۲۴ قسمت یک دقیقه‌ای از اتفاقات فصل ۴ که مخصوص موبایل هستند و در دی‌وی‌دی کامل فصل ۴ موجود می‌باشند.
۲۴: تازه‌کار
قسمت‌های کوتاهی که راجع به شخصیتی تازه‌کار است که به تازگی در سی‌تی‌یو استخدام شده و اتفاقات سه روز از زندگی این شخص در سی‌تی‌یو را نشان می‌دهد. این سریال کوتاه، برای انتشار در اینترنت ساخته شده‌است.
۲۴: روز صفر

لوگوی ۲۴: روز صفر

یک سری انیمیشن که قبل از اتفاقات فصل اول روی می‌دهند و از صدای واقعی بازیگران در آن‌ها استفاده شده‌است. این سری اتفاقات ۱۸ ماه اول جک باور در سی‌تی‌یو را نشان می‌دهند.
۲۴: بازجویی
یک سری قسمت‌های دو دقیقه‌ای اینترنتی، با بازی کیفر ساترلند، که اتفاقات ۳۵ ساعت پس از پایان سری ۶ را نشان می‌دهند و ناگفته‌های ان سری را توضیح می‌دهند.

### موسیقی متن سریال
تا کنون چهار آلبوم از موسیقی متن سریال منتشر شده‌است. تمامی آهنگ‌های این آلبوم‌ها توسط شان کالری ساخته شده‌است. نخستین آلبوم در سال ۲۰۰۴ منتشر شد و حاوی تمامی آهنگ‌های متن فصل اول تا سوم بود. دومین آلبوم در سال ۲۰۰۶ منتشر شد و محتوای آن موسیقی متن فصل‌های چهارم و پنجم بود. سومین آلبوم که در رابطه با بازی ویدئویی این سریال بود در سال ۲۰۰۶ انتشار یافت و آخرین و چهارمین آلبوم، شامل موسیقی متن فیلم ۲۴: رستگاری بود.

### مطبوعات
مجله
۲۴: مجله رسمی یک مجلهٔ دو-ماههٔ نشریهٔ تیتان بود که به بررسی دوازده موضوع دربارهٔ این سریال می‌پرداخت، انتشار این مجله قبل از پایان سریال متوقف شد.
کتاب‌ها
تا کنون یازده رمان دربارهٔ اتفاقات دیگر زندگی جک باور به چاپ رسیده‌است. همچنین ۹ کتاب دیگر در مورد این سریال منتشر شده که در آن توضیحاتی دربارهٔ اتفاقات فصل‌ها و شخصیت‌ها داده شده‌است.
کمیک
۵ کتاب کمیک نیز در رابطه با سریال ۲۴ به چاپ رسیده‌است.

### بازی‌های ویدئویی

تصویری از بازی ویدئویی ۲۴

داستان بازی ۲۴ بین فصل ۳ و ۴ اتفاق می‌افتد و تمام شخصیت‌ها صدای خود را در بازی به کار برده‌اند. این بازی از لحاظ گرافیکی بسیار جالب است. البته تنها برای پلی استیشن ۲ عرضه شده‌است. بازی دیگری نیز برای این سریال عرضه شده که به شکل فکری و چند نفره انجام می‌شود.
بازی نسخهٔ تلفن همراه ۲۴ توسط وب‌سایت Ipaly.com در فوریهٔ سال ۲۰۰۶ منتشر شد. در همین سال بازی دیگری از روی این سریال و توسط همین وبسایت برای موبایل انتشار یافت.

## اقتباس‌ها

### هند
در نوامبر ۲۰۱۱، آنیل کاپور حق ساخت ۲۴ برای ساخت اقتباس هندی از این مجموعه را خریداری کرد. کاپور، نقش عمر حسن در فصل هشت مجموعه اصلی، نقش اصلی را در اقتباسی که براساس جک بائر ساخته شده، را ایفا می‌کند و همچنین مجموعه را تهیه‌کنندگی می‌کند. این مجموعه در ۴ اکتبر ۲۰۱۳ در هند از شبکه تلویزیونی کالرز آغاز به کار کرد.

### ژاپن
در ۹ اکتبر ۲۰۲۰، یک اقتباس ۲۴ قسمتی در ژاپن از شبکهٔ تلویزیونی تی‌وی آساهی به نمایش درآمد. توشیاکی کاراساوا در نقش مأمور CTU Genba Shidō به ایفای نقش در این مجموعه می‌پردازد.

## توضیحات
1. ↑  در جریان این عملیات جک در موردی تا پای مرگ پیش می‌رود.
2. ↑  دیوید پالمر حتی به مدت کوتاهی عزل می‌شود که پس از تحویل مدرک توسط جک اوضاع به حالت عادی بازمی‌گردد
3. ↑  از جمله برادر رامن سالازار، هکتور سالازار و برخی عوامل اوکراینی
4. ↑  تونی آلمیدا، میشل دسلر و کلوئی ابرایان
5. ↑  پس از آن که جان کیلر در فصل چهارم، بر اثر حمله تروریست‌ها زخمی می‌شود، طبق قانون ایالات متحده، معاون اول وی (چارلز لوگان) جانشین او می‌شود.
6. ↑  سانگالا کشوری خیالی در قارهٔ آفریقا است.
7. ↑  اعضای این گروه از همان اعضای فاسدی‌اند که در دولت آمریکا نیز نفوذ کرده‌اند.
8. ↑  زیرا این گروه همان گروهی است که در مرگ همسرش میشل دسلر در روز پنجم (فصل ۵) دخیل بوده‌اند.
9. ↑  کشوری خیالی در منطقهٔ خاورمیانه

## معادل‌های انگلیسی
1. ↑  CTU
2. ↑  Counter Terrorist Unit
3. ↑  Council on American-Islamic Relations or CAIR
4. ↑  24: Conspiracy
5. ↑  24:Rookie
6. ↑  24:Day Zero
7. ↑  24: Interrogation